# Vicus Mülfort
Der Vicus Mülfort war eine zivile römische Siedlung (lat. vicus) im nördlichen Bereich des heutigen Mönchengladbacher Stadtteils Odenkirchen. Sie entstand in der Mitte des 1. Jahrhunderts und wurde 274 n. Chr. von den Franken vollständig zerstört. Mülfort gilt als erste größere Siedlung im heutigen Stadtgebiet von Mönchengladbach.

## Das römische Dorf Mülfort

Übersichtskarte vom Vicus Mülfort (1.–3. Jhr. n. Chr.)

Umfeld des Vicus Mülfort (1.–3. Jhr. n. Chr.)

Das Gebiet bei Mülfort wurde schon in der Mitte des letzten vorchristlichen Jahrhundert durch die Römer erkundet. Dies belegen die Gräber eines römischen Kriegers und einer Frau. In den Gräbern wurden ein zweischneidiges eisernes Schwert und ein hölzerner Schild mit eisernen Beschlägen entdeckt. Der Mann mit dem Schwert kann ein einheimischer Kundschafter vom germanischen Stamm der Ubier gewesen sein, die durch die mit ihnen befreundeten Römer vom rechten Rheinufer auf das linke umgesiedelt wurden. Das Motiv für die Gründung Mülforts war der Bau einer wichtigen Straßenverbindung von der Maas, südlich von Roermond, nach Neuss (Novaesium), einem der ersten Römerlager am Rhein. Die Straße entstand 20 v. Chr. Später kamen vermutlich wichtige Römerstraßen aus Köln (Colonia Claudia Ara Agrippinensium) und über Umwege Xanten (Colonia Ulpia Traiana) dazu, die dieses strategisch wichtige Nadelöhr über die Niers und das sumpfige undurchdringbare Gelände abseits vom Rhein und Maas nutzten.
Die genaue Stelle der Furt (Überquerung), über die Niers, ist unbekannt. Nach neuesten Funden geht man von einem Standort in unmittelbarer Nähe der heutigen Brücke aus. Dort hat man römische Uferbefestigungen gefunden, die darauf zurückzuführen sind.

## Keltisches Siedlungsgebiet an der Niers zwischen Wanlo und Schloss Rheydt
Wichtig ist festzuhalten, dass schon vor dem Bau der römischen Straße und der Gründung des römischen Vicus hier eine große Anzahl von Kelten gelebt haben. Anscheinend war die Engstelle der Niers und das etwas hügelige, recht fruchtbare Land östlich des Flusses ein idealer Siedlungspunkt für die Kelten. Im direkten Umfeld des Vicus, etwas südlich liegend, ist im Jahr 2008 eine große Anzahl keltischer Siedlungsspuren, aus dem Zeitraum 350 bis 150 v. Chr. gefunden wurden. Ein weiterer, sehr bedeutender Fund, wurde 2013, zwei Kilometer nördlich an der Niers, bei Schloss Rheydt gemacht. Dort wurden bis zu 13.000 Jahre alte Siedlungsspuren, aus der Altsteinzeit und neueren Epochen bis hin zur Römerzeit, gemacht. Zusammen mit weiteren Funden in Wanlo, Wickrathberg, Sasserath, Mülfort, Giesenkirchen und Schloss Rheydt kann man hier von einem sehr dichten Siedlungsgebiet der Kelten, östlich der Niers, sprechen.
Man kann davon ausgehen, dass bis 19/18 v. Chr. im Umfeld des Vicus die keltischen Eburonen lebten. Einige Funde im Umfeld des Vicus sowie im benachbarten Giesenkirchen zwei Siedlungsstellen der Kelten, deuten darauf hin. Dagegen werden die keltischen Funde, einige Kilometer nordwestlich, im Hardterwald, dem keltischen Stamm der Usipeter zuzurechnen. Ob die Eburonen schon immer hier lebten ist aber unbekannt.

## Vicus Mülfort (≈50 n.Chr. bis 352 n.Chr.)
Der lateinische Name für diesen Vicus ist nicht überliefert. In der Regel hatte ein kleiner Vicus keinen bedeutenden Namen.

Einer von drei erhaltenen römischen Ziegelstempeln aus Mülfort

Vermutlich war Mülfort eine verkehrstechnisch bedeutende Raststation und Pferdewechselstation. Hier lebten Händler und vor allem Handwerker. So wurden Töpfereien, befestigte Getreidespeicher sowie drei Weihedenkmäler für den römischen Gott Jupiter (Jupitergigantensäulen) in Mülfort gefunden. Im Umfeld von Mülfort existierten einige Bauernhöfe (Villa rustica), die aber mit dem sandigen Boden der Gegend schwer zu kämpfen hatten. Dies alles diente der Versorgung sowohl der Bevölkerung als auch der römischen Soldaten am Rhein. Töpfereierzeugnisse aus Mülfort wurden in Funden in Heinsberg, Erkelenz und Wachtendonk entdeckt.
Im Gebiet des Vicus Mülfort lebte seit der Vernichtung der Kelten, die hauptsächlich auf der linken Rheinseite bis nach Belgien und in der Eifel lebten, der um 19/18 v. Chr. von den Römern unter Agrippa angesiedelte germanische Stamm der Ubier. Diese hatten mit Caesar einen Friedensvertrag abgeschlossen und wurden aus ihrem eigentlichen Siedlungsgebiet auf der rechten Rheinseite (Germania magna), das von der Sieg über die Lahn bis zum unteren Main reichte, in das linksrheinische Gebiet (Germania inferior) um Gelduba (heute Krefeld-Gellep-Stratum) und Tolbiacum (heute Zülpich) umgesiedelt.
Im 2. Jahrhundert n. Chr. war das Straßendorf etwa einen Kilometer lang und es lebten mehrere hundert Menschen dort.
In der direkten Umgebung vom Vicus existierten zahlreiche Höfe. Im 2. Jahrhundert spricht man von 50 Hofstellen. So wurden im heutigen Rheydt im Umfeld der Oberhydener Straße, Keplerstraße, Wilhelm-Strauß-Straße und Geneickener Straße sowie in Genhülsen, Giesenkirchen und Beckrath Reste von römischen Bauernhöfe gefunden. Dort wurde Spelzweizen wie Emmer, Einkorn und Dinkel sowie Saatweizen angebaut. Dazu kamen auch Roggen und Gerste sowie Hülsenfrüchte wie Erbse, Linse und Feldbohne. Auf den Weiden war vor allem das Rind, die Nahrungsquelle der Menschen in der Gegend. Hinzu kam, nur im Herbst, das Schwein auf den Teller der Römer. Schafe wurden wegen ihrer Wolle und für die Milch- und Käseproduktion gehalten.
Am Ende des 2. Jahrhunderts litt das gesamte Römische Reich unter einer Wirtschaftskrise, auch Germania inferior und der Vicus Mülfort. Er wurde kleiner und hatte nur noch eine Länge von 400 Metern. Das Klima am Niederrhein verschlechterte sich und die sandigen Böden am Niederrhein wurden immer unfruchtbarer.
Mülfort wurde 274 n. Chr. von den Franken überfallen. Alle Siedlungsstellen und alle Bauernhöfe, nicht nur im Umfeld von Mülfort, sondern fast überall am Niederrhein, wurden von den Franken überrannt, ausgeplündert und zerstört.
Man versuchte in den Jahren danach trotzdem noch im Umland von Mülfort einzelne Bauernhöfe aufzubauen, aber spätestens 352 n. Chr. wurden die Römer durch den zweiten Frankeneinfall endgültig aus Mülfort und dem gesamten Gebiet Germania inferior vertrieben.
Das Gebiet war danach wohl für mehrere Jahrhunderte nicht mehr bewohnt. Erst um 800 n. Chr. entstand eine Sachsenkolonie unter Karl dem Großen einige Kilometer südlich von Mülfort bei Odenkirchen-Sasserrath sowie das heutige Mönchengladbach im Umfeld des Abteiberges am Fluss Gladbach.

## Römische Straßenverbindungen
Durch Mülfort verliefen im Laufe der Zeit einige wichtige Straßenverbindungen. So konnten die Römer von hier aus unbeschadet von Neuss (Novaesium) in Richtung Melick an der Roer (Mederiacum) und weiter an der westlichen Seite der Maas nach Maastricht und Tongern. So konnten relativ sicher Truppen und Waren schnell vom römischen Galien zu den Römerlagern am Rhein gelangen. Die Straßenverbindung war 6 bis 7,5 Meter breit, mit Sand befestigt und besaß auf beiden Seiten einen Wassergraben. Es sind Reste des römischen Straßenbaus in Geistenbeck, Hockstein, Rheindahlen, Beeck und Arsbeck gefunden worden.
Des Weiteren vermutet man weitere Straßenverbindungen:
- Nach Nijmegen: Über Dülken (Villa rustica), Breyell, Venlo (Sablones) über die Maas nach Blerick (Blariacum) und dann auf der Römerstraße von Maastricht nach Nijmegen (Ulpia Noviomagus Batavorum)
- Nach Xanten: Über Viersen (Villa rustica), Wankum, Pont (Vicus, bei Geldern), Sonsbeck nach Xanten (Colonia Ulpia Traiana) und dem benachbarten Römerlager Vetera II oder (eher vermutlich) über Rheindahlen-Broich bzw. Rickelrath, Leloh, Dülken (Villa rustica)
- Nach Köln: Über Jüchen (Mehrere Villa rustica), Grevenbroich (Elfgen), Stommeln, Pulheim nach Köln (Colonia Claudia Ara Agrippinensium). Eine Furt oder gar eine Brücke bei Grevenbroich wird aber wissenschaftlich nur vermutet.
- Nach Jülich: Über Hochneukirch (Villa rustica), Titz nach Jülich (Iuliacum)

## Spuren der Römerzeit
Einheimischen fällt bei dem Begriff „Römer in Mönchengladbach“ sofort die Hochhaussiedlung Römerbrunnen ein, die aber in Wirklichkeit nur am östlichen Rand des Vicus Mülfort lag und bis auf eine Nachahmung eines Römerbrunnens, der vor einem der Hochhäuser steht, nichts mit den historischen Gegebenheiten zu tun hat. Anders sieht es in Mülfort, im Umfeld der Dorfstraße und Altmülfort, aus. Hier deutet der Straßennamen „Am Römerlager“ auf ein Militärlager der Römer hin, was der Vicus aber nie war. Im Umfeld dieser Straßen haben Archäologen zahlreiche römische Funde gemacht. Auch die Straße „Grüner Weg“ etwas südlich von Mülfort, der heute wie eine Landwehr aussieht, dürfte ein Teil der wichtigen Römerstraße nach Neuss gewesen sein. Der kleine asphaltierte Feldweg „Beller Feld“ oder „Eickeshecker Weg“ dürfte die römische Straße in Richtung Köln sein. Wie exakt die römischen Straßen aber genau verliefen, ist bis auf ein paar Stellen in Mülfort sowie Einzelfunde in Giesenkirchen, Rheindahlen und Hockstein leider nicht eindeutig nachvollziehbar. Sichtbare Funde und Hinweise sind in Mülfort nicht zu erkennen.

## Historische Bedeutung des Vicus Mülfort
Das Bodendenkmal „Römischer Vicus Mülfort“ ist bedeutend für die Geschichte von Mönchengladbach sowie für die Region Niederrhein. Der Vicus repräsentiert einen herausragenden und im Rheinland seltenen Typ einer römischen, dorfähnlichen Siedlung.